# Wołodymyr Sikewycz
Wołodymyr Wasyliowycz Sikewycz, ukr. Володимир Васильович Сікевич (ur. 24 sierpnia?/5 września 1870 w Taraszczy w guberni kijowskiej, zm. 27 lipca 1952 w Toronto) – ukraiński wojskowy i działacz polityczny. Generał-chorąży armii Ukraińskiej Republiki Ludowej.

## Życiorys
Był pułkownikiem Sztabu Generalnego Armii Imperium Rosyjskiego, następnie generałem-chorążym armii Ukraińskiej Republiki Ludowej, przewodniczącym komisji repatriacyjnej przy poselstwach Ukraińskiej Republiki Ludowej na Węgrzech i w Austrii i posłem URL w Budapeszcie.
Od 1924 na emigracji w Kanadzie, był działaczem ukraińskich organizacji kombatanckich.
W latach 1943-1951 wydał swoje wspomnienia pod tytułem Storinky iz zapysnoji knyżky.
Odznaczony Krzyżem Symona Petlury, Szablą Świętego Jerzego, Orderem Świętego Włodzimierza III i IV klasy, Orderem Świętej Anny II, III i IV klasy, Orderem Świętego Stanisława II i III klasy.